# Carrer del Carme (Cornellà del Terri)
El Carrer del Carme és una via pública de Cornellà del Terri (Pla de l'Estany) inclosa a l'Inventari del Patrimoni Arquitectònic de Catalunya.

## Descripció
El conjunt és fruit de l'ordenació en raval al llarg de l'antic camí de Girona a Banyoles. La façana del carrer, per la seva banda sud, està formada per construccions entre mitgeres, desenvolupades interiorment en dues o tres crugies i poca profunditat edificada (10-12m). Predominen les façanes amb les obertures compostes seguint un eix de simetria en què la porta d'entrada es troba en aquest eix.
Les construccions són de planta baixa i una o dues plantes pis, i la coberta és de teula àrab a dues vessants amb el carener paral·lel al carrer. Algunes obertures són emmarcades per carreus i els balcons presenten la llosana de pedra emmotllurada i baranes metàl·liques. Interiorment les parcel·les presenten una llargada entre 50-70m, amb un camí perpendicular que travessa tot el conjunt pel mig dels patis, en ells hi ha petites granges i altres construccions de caràcter agrícola.

## Història

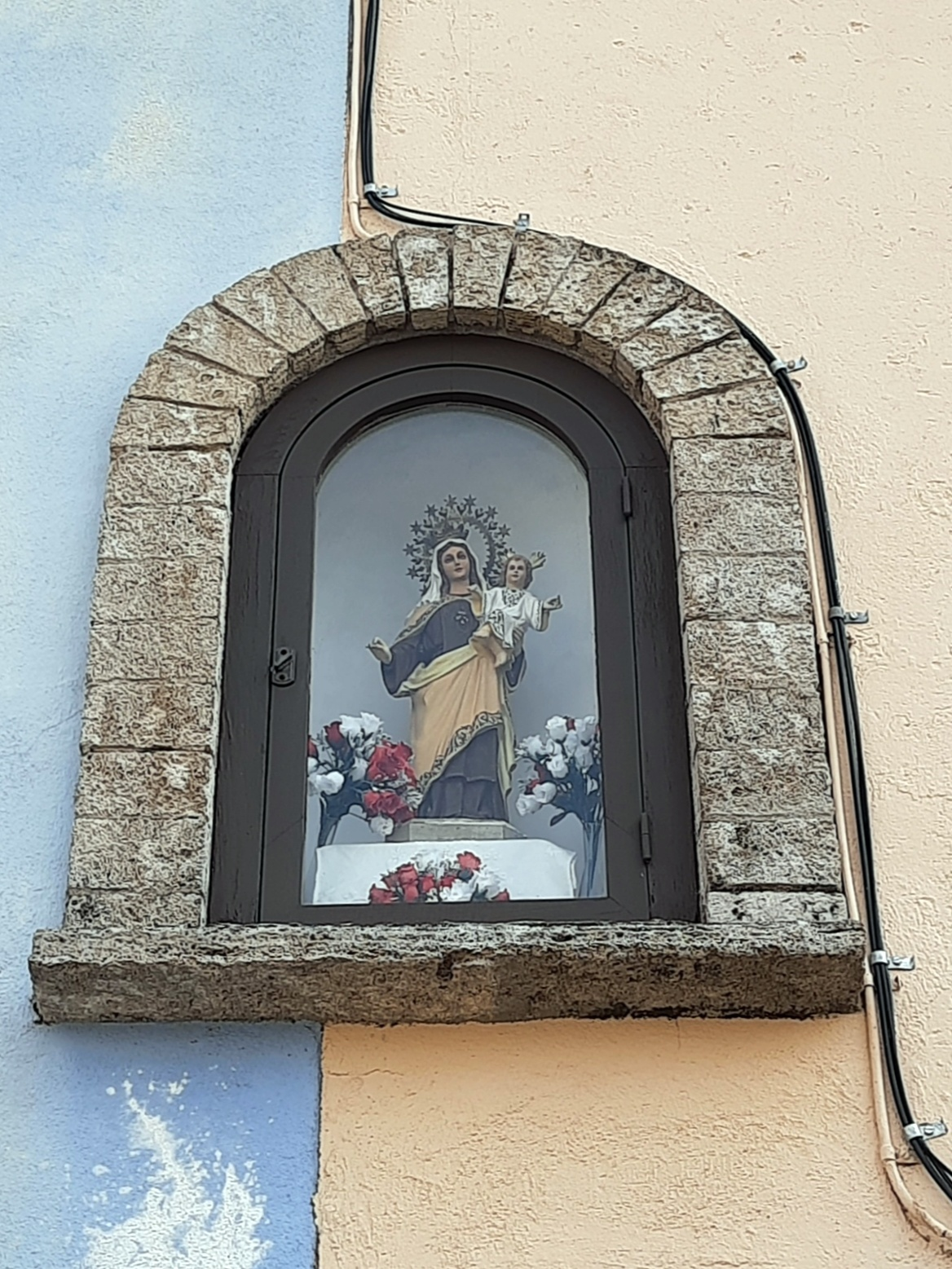
Capelleta que dona nom al carrer

L'actual carrer del Carme té el seu origen en un conjunt d'edificacions que conformen la façana sud d'aquell carrer i que antigament havia estat el camí de Girona a Banyoles, al seu pas per Cornellà del Terri, en el tram comprés entre el carrer Sant Pere i el límit del sòl urbà.
En un extrem de la façana de la casa nº27 hi ha una fornícula amb la imatge de la Verge del Carme en el seu interior. A la casa del costat hi ha un mosaic, a la façana, fet amb rajoles vidriades en què es representa la imatge de la Verge del Carme.